# Notophthalmus viridescens
Espèce
Statut de conservation UICN

 LC  : Préoccupation mineure
Notophthalmus viridescens est une espèce d'urodèles de la famille des Salamandridae. En français elle est nommée triton vert, triton à points rouges ou triton vert à points rouges.

## Répartition

Cette espèce se rencontre dans le sud-est du Canada et dans l'est des États-Unis.
Elle habite les forêts humides, les petits lacs ou les étangs.

## Liste des sous espèces
Sous-espèces selon Dubois & Raffaëlli, 2009 :
- Notophthalmus viridescens viridescens (Rafinesque, 1820)
- Notophthalmus viridescens dorsalis (Harlan, 1829) de Caroline du Nord et Caroline du Sud
- Notophthalmus viridescens louisianensis (Wolterstorff, 1914)
- Notophthalmus viridescens piaropicola (Schwartz & Duellman, 1952) de Floride

## Description

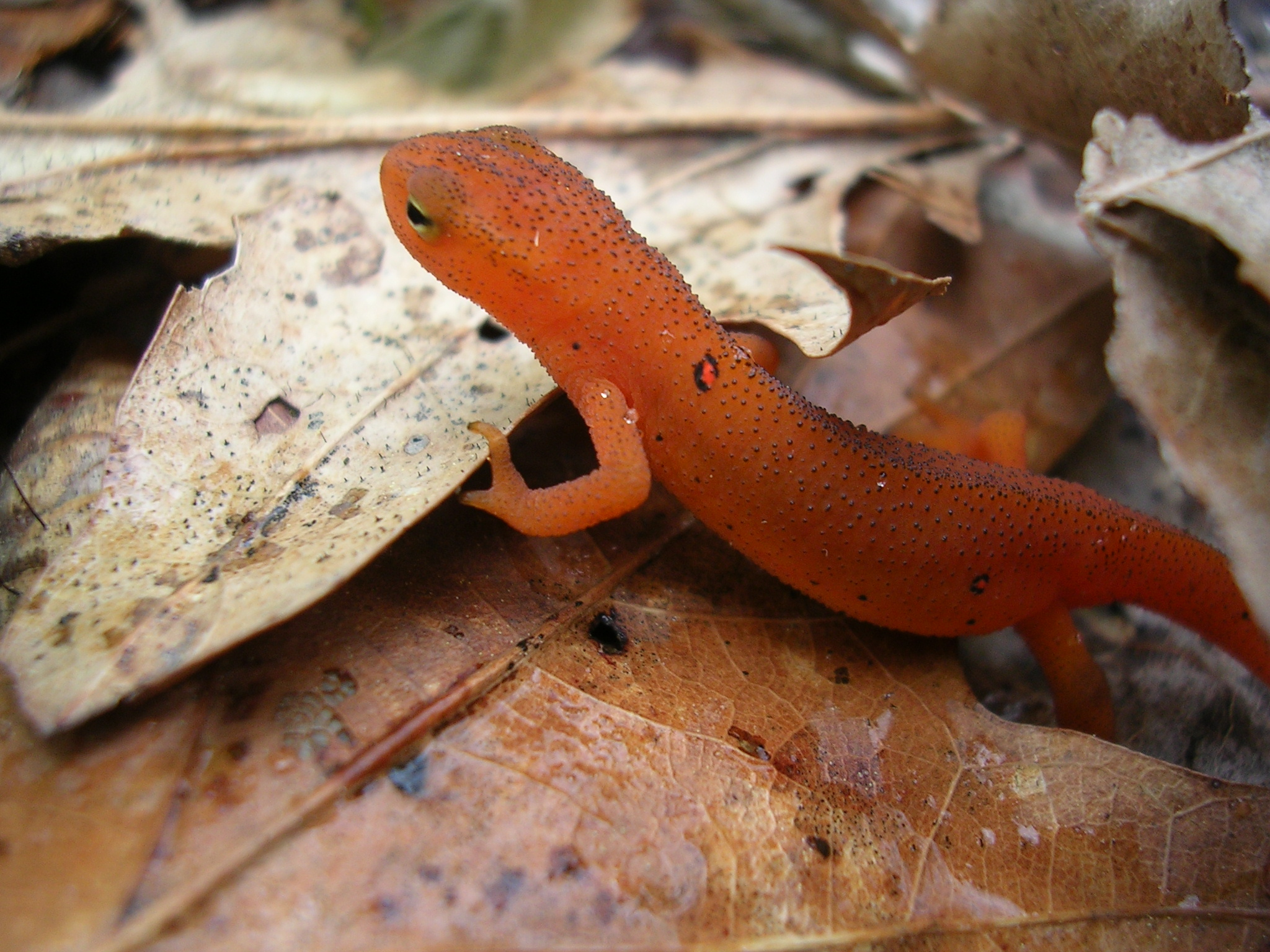
Un triton vert au début de son stade terrestre juvénile : sa couleur est alors jaune-orange

La vie de ces tritons se divise en trois stades : larvaire en milieu aquatique (c'est le têtard), juvénile en milieu terrestre, et adulte avec retour au milieu aquatique. La larve possède des branchies et ne quitte pas l'étang où elle a éclos. Les larves ont une couleur brun-vert ; elles perdent leurs branchies lorsqu'elles deviennent tritons terrestres.
Ces derniers ont une couleur jaune d'or à rouge-orangé lumineuse, avec des taches rouges plus foncées cerclées de noir dont le nombre peut atteindre 21. Les motifs formés par ces taches diffèrent selon les sous-espèces. Durant l'étape terrestre de sa vie, le triton peut se déplacer sur de longues distances, ce qui permet de disséminer les individus d'un étang à un autre et d'assurer des croisements dans la population des animaux.
Au bout de deux à trois ans, le triton terrestre se fixe près d'un étang et se métamorphose en un adulte aquatique, dont la peau, devenue visqueuse, prend une couleur vert olive, tout en conservant les taches rouges caractéristiques du triton terrestre. Sa queue est plus longue et plus large.
Elle peut coexister dans un environnement aquatique avec des poissons, parce que sa peau sécrète une substance toxique quand elle est menacée ou blessée. Elle a une durée de vie de 12 à 15 ans dans la nature et peut atteindre 12 cm de longueur. C'est un animal de compagnie commun dans les aquariums.
Une sous-espèce de triton vert rencontrée en Floride (N. v. piaropicola) saute généralement l'étape de vie terrestre et se métamorphoses directement en adulte aquatique. Elle est souvent néoténique, la larve se transformant directement en adulte sexuellement mature tout en conservant ses branchies externes.

## Habitat
Le triton vert adulte se laisse apercevoir en eau peu profonde, dans les lacs, les étangs et les cours d'eau où la végétation aquatique est luxuriante. Au stade juvénile, on le retrouve plutôt en forêt.

## Synonymes

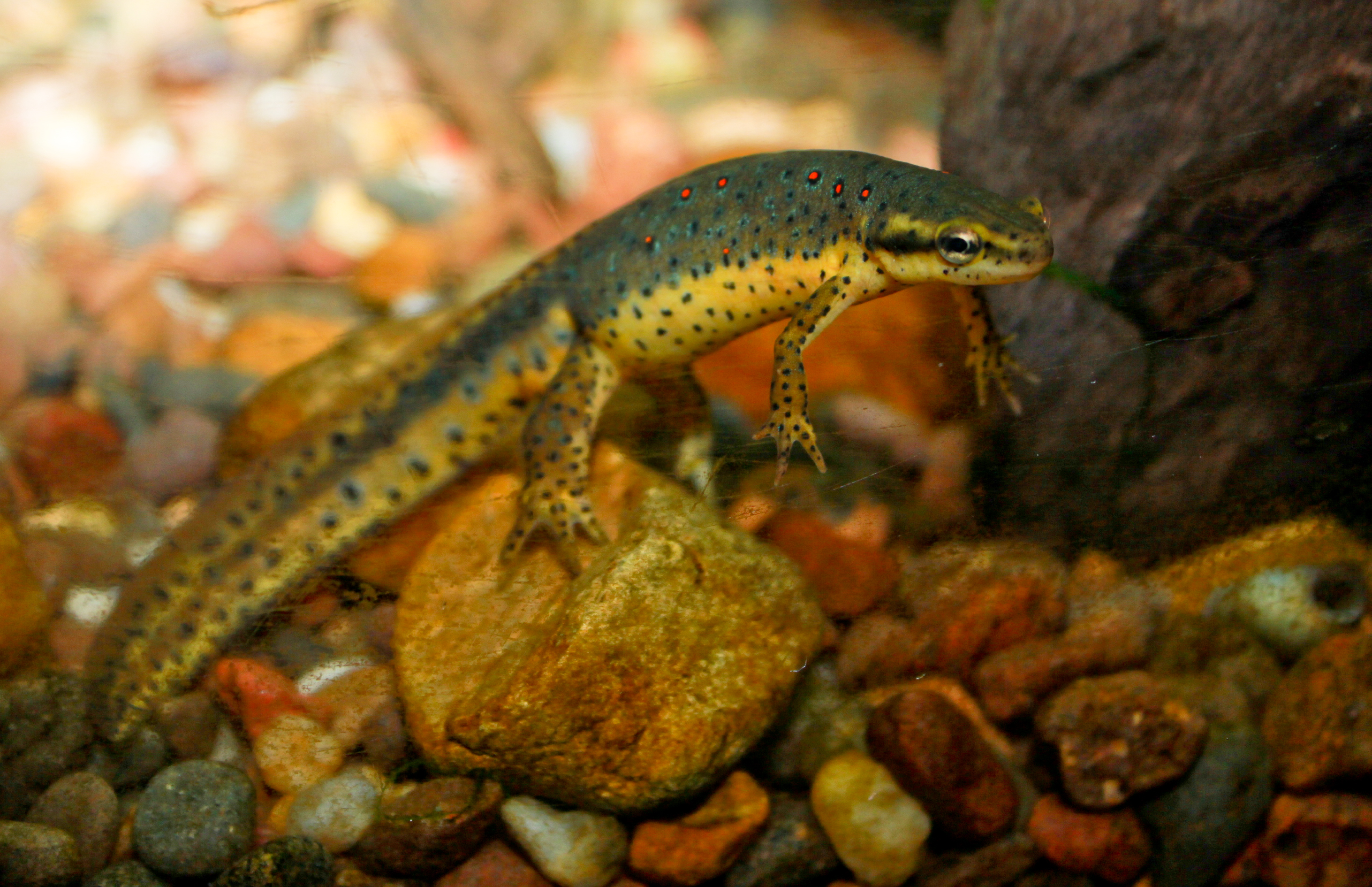

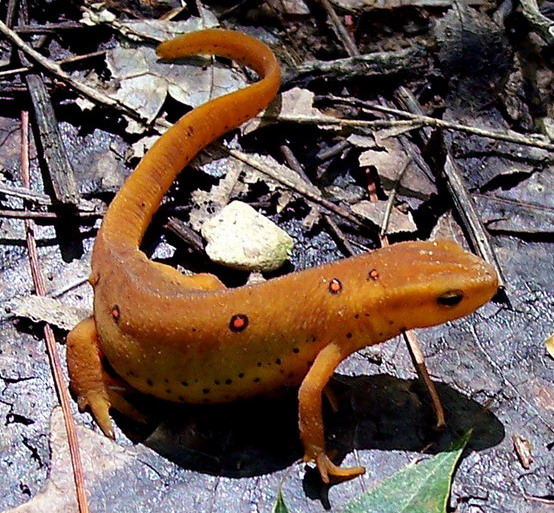

- Salamandra americana Houttuyn, 1782
- Salamandra stellio Say, 1819
- Triturus viridescens Rafinesque, 1820
- Triturus miniatus Rafinesque, 1820
- Salamandra symmetrica Harlan, 1825
- Salamandra punctatissima Wood, 1825
- Salamandra dorsalis Harlan, 1829
- Salamandra greeni Gray, 1831
- Salamandra millepunctata Storer, 1840
- Salamandra coccinea De Kay, 1842
- Molge ocellata Gray, 1850
- Triton punctatissimus Duméril, Bibron & Duméril, 1854
- Salamandra ventralis Provancher, 1875
- Diemyctylus viridescens louisianensis Wolterstorff, 1914
- Diemictylus viridescens piaropicola Schwartz & Duellman, 1952
- Diemictylus viridescens evergladensis Peterson, 1952

## Publications originales
- Harlan, 1829 : Description of a new species of Salamandra. Journal of the Academy of Natural Sciences of Philadelphia, vol. 6, p. 101 (texte intégral).
- Rafinesque, 1820 : III Class. Erpetia. The reptiles. Annals of Nature, or, Annual Synopsis of New Genera and Species of Animals, Plants, etc. Discovered in North America. Lexington, Kentucky, vol. 1, p. 4-6 (texte intégral).
- Schwartz & Duellman, 1952 : The taxonomic status of the newts, Diemictylus viridescens of peninsular Florida. Bulletin of the Chicago Academy of Sciences, vol. 9, p. 219-227.
- Wolterstorff, 1914 : Über Diemyctylus viridescens Raf., subsp. louisianensis n. subsp. Abhandlungen und Berichte aus dem Museum für Natur- und Heimatkunde zu Magdeburg, vol. 2, p. 383-392 (texte intégral).